# パデルノ・ポンキエッリ
パデルノ・ポンキエッリ（伊: Paderno Ponchielli）は、イタリア共和国ロンバルディア州クレモナ県にある、人口約1,300人の基礎自治体（コムーネ）。
パデルノ・ファゾラーロ（Paderno Fasolaro）という名称だったが、1834年8月31日にここで生まれたアミルカレ・ポンキエッリにあやかり、1950年に変更した。

## 地理

### 位置・広がり

#### 隣接コムーネ
隣接するコムーネは以下の通り。
- アンニッコ
- カザルブッターノ・エド・ウニーティ
- カザルモラーノ
- カステルヴェルデ
- セスト・エド・ウニーティ

### 気候分類・地震分類
気候分類では、zona E, 2389 GGに分類される。
また、イタリアの地震リスク階級 (it) では、zona 3 (sismicità bassa) に分類される。

## 行政

### 分離集落
パデルノ・ポンキエッリには、以下の分離集落（フラツィオーネ）がある。
- Acqualunga Badona, Ossolaro, San Gervaso